# My Babe
My Babe è un album di Roy Buchanan, pubblicato dalla Waterhouse Records nel 1980.
Da molti critici musicali quest'album è considerato non uno dei migliori della discografia dell'artista, alle prese con gravi problemi personali, il quale, dopo la pubblicazione del disco, si allontana dalle scene per ben cinque anni.

## Tracce
Lato A
1. You Gotta Let Me Know – 4:55 (Paul Jacobs)
2. My Babe – 4:40 (Willie Dixon)
3. It Shouldn've Been Me – 4:08 (Norman Whitfield)
4. Secret Love – 3:37 (Sammy Fain, Paul Francis Webster)
5. Lack of Funk – 3:34 (Paul Jacobs)

Durata totale: 20:54
Lato B
1. Dr. Rock & Roll – 3:11 (Gary Sinclair)
2. Dizzy Miss Lizzy – 3:38 (Larry Williams)
3. Blues for Gary – 8:32 (Roy Buchanan)
4. My Sonata – 2:50 (Roy Buchanan)

Durata totale: 18:11

## Musicisti
- Roy Buchanan - chitarra solista, chitarra ritmica
- Paul Jacobs - tastiere, clarinetto, organo
- Paul Jacobs - voce (in tutti i brani)
- Paul Jacobs - arrangiamenti (brani: You Gotta Let Me Know, It Shouldn've Been Me e Lack of Funk)
- Gordon Johnson - basso
- Ron Foster - batteria (brani: You Gotta Let Me Know, My Babe, Secret Love e My Sonata)
- Dan Brubeck - batteria (brani: It Shouldn've Been Me, Lack of Funk e Dizzy Miss Lizzy)
- Richard Crooks - batteria (brani: Dr. Rock & Roll e Blues for Gary)

Note aggiuntive
- Roy Buchanan - produttore
- Registrazione effettuata al The Record Plant di New York City, New York, Stati Uniti
- Dave Thoener - ingegnere della registrazione
- Sam Ginsberg - ingegnere della registrazione[3]